# Strimnäbbad ani
Strimnäbbad ani (Crotophaga sulcirostris) är en fågel i familjen gökar inom ordningen gökfåglar.

## Utseende och läten
Anier är medelstora helsvarta gökar med kraftiga näbbar, lång stjärt och ofta rufsig fjäderdräkt. Denna art är mycket lik slätnäbbad ani (C. ani), men är något mindre och med något annorlunda näbbformen: inte lika böjd övre del och inte lika kraftig undre del. På närhåll syns ett antal parallella skåror eller strimmor på näbben. Lätena skiljer sig också, vassa visslande "PEET-waay" med ett svagare böjt slut och vassa "PEEt" och liknande.

## Utbredning
Arten förekommer från södra Baja California och södra Texas till norra Chile och norra Argentina. Den förekommer även på öarna Trinidad och Curaçao. Utanför häckningstid kan den också ses längre norrut i Nordamerika.

## Systematik
Strimnäbbad ani är systerart till slätnäbbad ani. Den behandlas som monotypisk, det vill säga att den inte delas in i några underarter.

## Levnadssätt
Strimnäbbad ani hittas i olika busk- och gräsrika marker där den ofta ses i smågrupper på jakt efter insekter, små ryggradsdjur, frukt och frön. Fågeln ses ofta nära boskap och har plocka fästingar från dem likt oxhackare. Utanför häckningstid kan den också ses i våtmarker.

### Häckning
Strimnäbbade anier är mycket sociala fåglar som lever i grupper med upp till fem par. Olikt många andra gökar är anier inte boparasiter.
Under häckningstid skiljs paren åt och hanen försvarar sin partner mot uppvaktning från andra hanar, åtminstone tills äggen är lagda. Äggen läggs dock i ett enda kollektivt bo tillsammans med de andra paren i gruppen. Alla hjälps åt att ruva och mata ungarna. Efter kläckning stannar ungarna i gruppen i flera veckor innan de sprider sig. De flesta par håller ihop under flera häckningssäsonger. Fågeln häckar maj–juli i Oaxaca, juni till början av september i låglänta delar av Mexiko som vetter mot Karibien och i Costa Rica under regnperioden juni–november.

## Status och hot
Arten har ett stort utbredningsområde och en stor population, men tros minska i antal, dock inte tillräckligt kraftigt för att den ska betraktas som hotad. IUCN kategoriserar därför arten som livskraftig (LC).